# Geosesarma hagen
Geosesarma hagen es una especie de crustáceo braquiuro terrestre de la familia Sesarmidae.

## Distribución geográfica
Es endémica de Java.